# Si te dicen que caí
Si te dicen que caí es una película española de 1989, dirigida y escrita por Vicente Aranda basándose en la novela homónima de Juan Marsé, y protagonizada Victoria Abril, Jorge Sanz, Antonio Banderas, Javier Gurruchaga, Guillermo Montesinos, Juan Diego Botto, María Botto, Lluís Homar, Aitor Merino, Jordi Dauder y Joan Dalmau.

## Argumento
Año 1970. En la sala de autopsias de un hospital, Sor Paulina y Nito reconocen los cadáveres de dos antiguos compañeros de la infancia: Java y Juanita. Sus recuerdos se remontan a 1940, a una Barcelona desolada en la que los niños, a falta de juguetes, se entretenían explicando cuentos "Aventis" en los que conjugaban lo que sabían con lo que imaginaban, mezclando la ficción con la realidad.

## Premios y nominaciones
IV edición de los Premios Goya
| Categoría                     | Persona                | Resultado |
| ----------------------------- | ---------------------- | --------- |
| Mejor director                | Vicente Aranda         | Nominado  |
| Mejor actriz protagonista     | Victoria Abril         | Nominada  |
| Mejor actor protagonista      | Jorge Sanz             | Ganador   |
| Mejor guion adaptado          | Vicente Aranda         | Nominado  |
| Mejor dirección artística     | Josep Rosell           | Nominado  |
| Mejor diseño de vestuario     | Marcelo Grande         | Nominado  |
| Mejor maquillaje y peluquería | Chass Llach Poli López | Nominados |

Fotogramas de Plata 1989
| Categoría            | Persona          | Resultado |
| -------------------- | ---------------- | --------- |
| Mejor actriz de cine | Victoria Abril   | Ganadora  |
| Mejor actor de cine  | Antonio Banderas | Nominado  |
| Mejor actor de cine  | Jorge Sanz       | Ganador   |